# 斯巴達克斯 (芭蕾舞)
《斯巴達克斯》（俄语：Спартак）是一齣蘇聯芭蕾舞劇，根據歷史上的斯巴達克斯起義進行創作。劇本原作者為尼·德·沃爾科夫，亞美尼亞作曲家哈恰圖良為劇本譜曲。本劇1956年在列寧格勒基洛夫劇院首演，舞蹈總監為列·文·雅各布松。

## 剧情

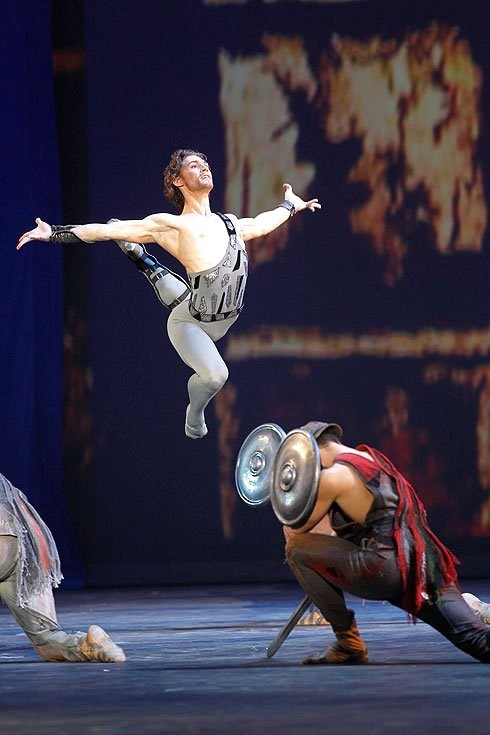
《斯巴達克斯》2011年在莫斯科大劇院上演時的劇照

主要角色：
- 克拉苏：罗马执政官
- 斯巴达克斯：被捕获的色雷斯国王
- 弗里吉亚：斯巴达克斯的妻子
- 埃癸娜：克拉苏的妾

### 第一幕
罗马执政官克拉苏从最近的征战中大胜而归。他的俘虏包括色雷斯国王斯巴达克斯及其妻子弗里吉亚。斯巴达克斯哀叹自己被捕，并向行将加入克拉苏后宫的妻子弗里吉亚告别。为给克拉苏及其随从取乐，斯巴达克斯被派至角斗士队伍，并被迫杀害了自己亲密的朋友。由此感到惊恐，斯巴达克斯煽动他的同伴谋反。

### 第二幕
逃脱后的俘虏们庆祝他们的自由。同时，克拉苏为罗马贵族安排了奢侈的娱乐活动。斯巴达克斯和其他逃脱的俘虏打乱了贵族们的狂欢，并解救了包括弗里吉亚在内的女奴隶们。埃癸娜坚持要克拉苏马上去追杀逃脱的奴隶们。这对情侣随着《斯巴达克斯和弗里吉亚的慢板》（Adagio of Spartacus and Phrygia）音乐来庆祝他们的逃离。

### 第三幕
第二天清晨埃癸娜发现了斯巴达克斯的营地并跟踪这对情侣走出他们帐篷。埃癸娜传口信至克拉苏，克拉苏于是派遣了他的军队前来抓人。斯巴达克斯的人员中发生内讧。最终克拉苏的军队发现了斯巴达克斯，并用他们的尖茅刺穿了斯巴达克斯。追随者收回了斯巴达克斯的尸体，而弗里吉亚对此悲痛欲绝。